# Rudolph Kleberg

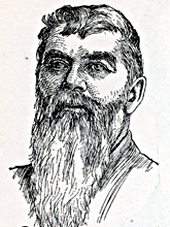
Rudolph Kleberg

Rudolph Kleberg (* 26. Juni 1847 in Cat Spring, Austin County, Texas; † 28. Dezember 1924 in Austin, Texas) war ein US-amerikanischer Politiker. Zwischen 1896 und 1903 vertrat er den Bundesstaat Texas im US-Repräsentantenhaus.

## Werdegang
Rudolph war der Großonkel bzw. der Onkel der Kongressabgeordneten Robert C. Eckhardt und Richard M. Kleberg. Er genoss zunächst eine private Schulausbildung. Ab 1864 nahm er als Soldat einer Kavallerieeinheit im Heer der Konföderation am Bürgerkrieg teil. Nach dem Krieg besuchte er bis 1868 das Concrete College im DeWitt County. Nach einem anschließenden Jurastudium und seiner 1872 erfolgten Zulassung als Rechtsanwalt begann er in Cuero in diesem Beruf zu arbeiten. Zwischen 1876 und 1890 war Kleberg Bezirksstaatsanwalt. Gleichzeitig schlug er als Mitglied der Demokratischen Partei eine politische Laufbahn ein. In den Jahren 1882 bis 1886 gehörte er dem Senat von Texas an. Zwischenzeitlich fungierte er auch als Bundesstaatsanwalt für den westlichen Distrikt seines Staates.
Nach dem Tod des Abgeordneten William H. Crain wurde Kleberg bei der fälligen Nachwahl für den elften Sitz von Texas als dessen Nachfolger in das US-Repräsentantenhaus in Washington, D.C. gewählt, wo er am 7. April 1896 sein neues Mandat antrat. Nach drei Wiederwahlen konnte er bis zum 3. März 1903 im Kongress verbleiben. In diese Zeit fiel der Spanisch-Amerikanische Krieg von 1898. Im Jahr 1902 verzichtete er auf eine weitere Kandidatur.
Nach dem Ende seiner Zeit im US-Repräsentantenhaus praktizierte Rudolph Kleberg als Anwalt in Austin. Ab 1905 war er offizieller Gerichtsreporter am Kriminalberufungsgericht. Er starb am 28. Dezember 1924 in Austin.